# Paso (fuerzas armadas)

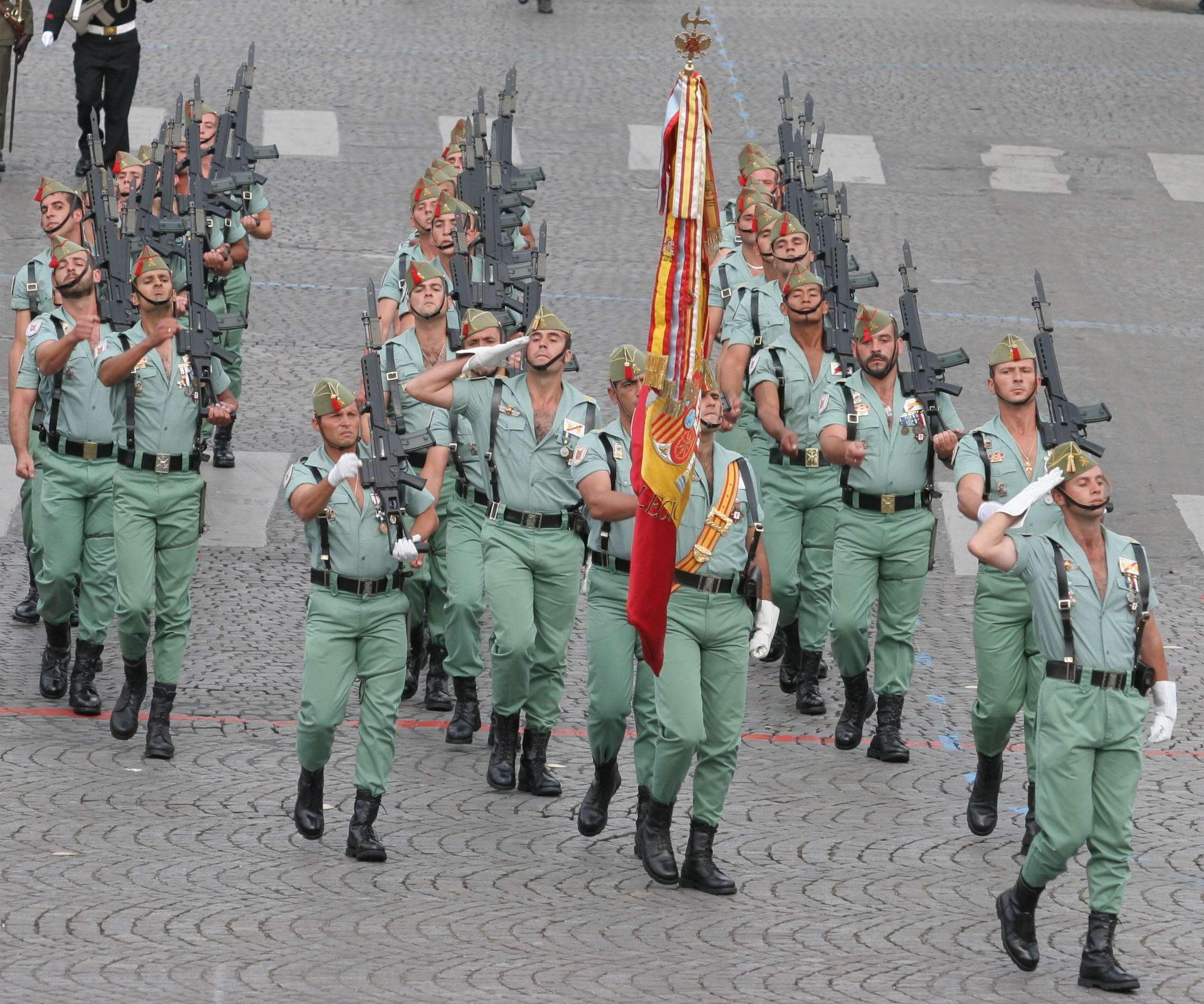
Legión española desfilando a paso ligero

Se llama paso a cada uno de los diferentes modos con que marchan las tropas.
El paso, a excepción del diagonal o lateral a la derecha, se rompe siempre con el pie izquierdo. Varias son las opiniones respecto al compás del paso. Unos atribuyen su admisión en los ejércitos prusianos desde el tiempo de Federico II. Otros, entre ellos el marqués de Chambray, aseguran que se introdujo en el ejército francés sobre el año 1850. Sean los prusianos, sean los franceses, regularizaron las maniobras de la infantería, haciendo que con la igualdad en la marcha adquiriesen aquellas más viveza y exactitud; pero se cree también que el verdadero creador de la cadencia del paso fue el capitán español Gonzalo de Ayora a principios del siglo XVI.

## Tipos de paso

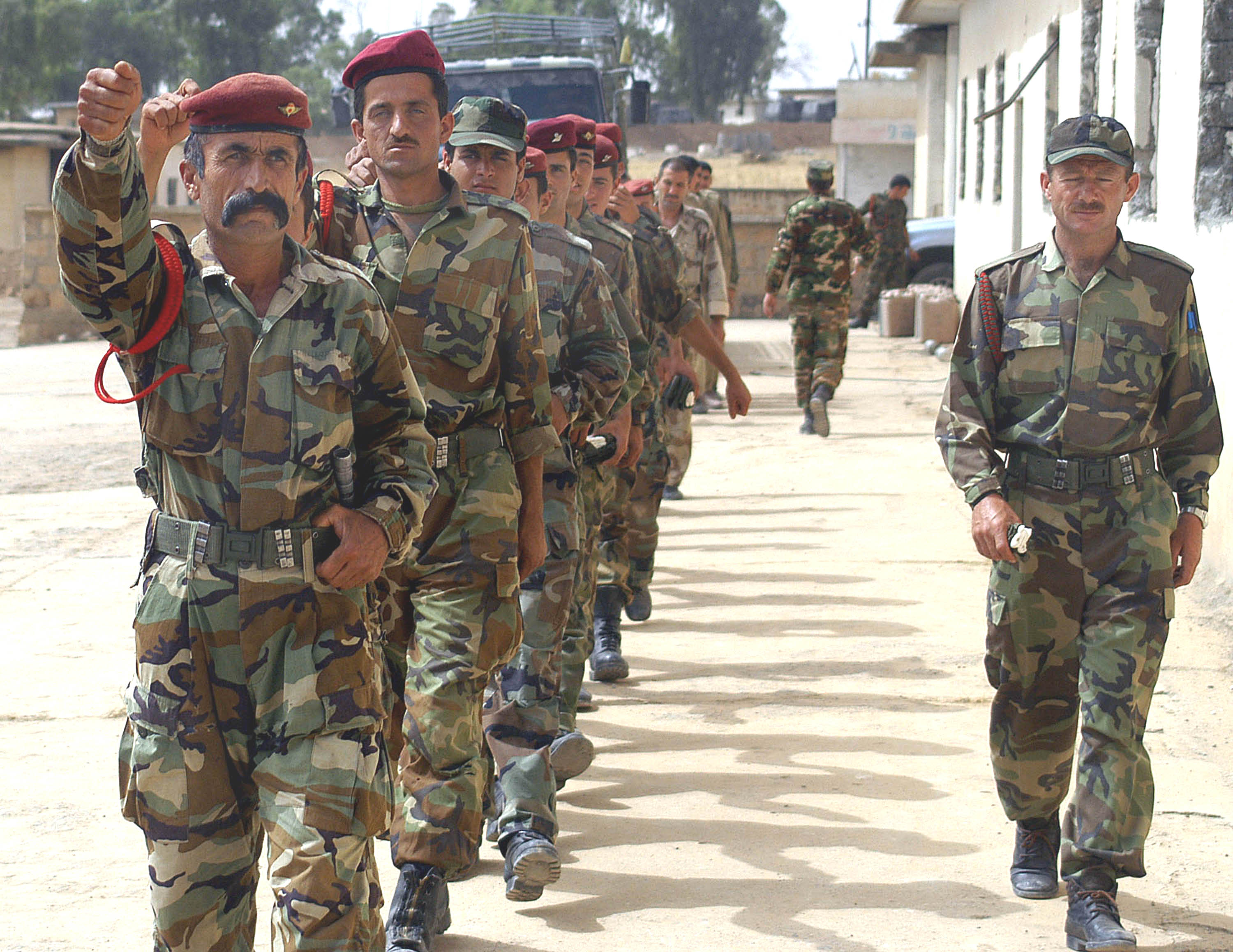
Paso de instrucción

- De ataque. o de carga. Marcha animada que al compás de las bandas de tambores y cornetas ejecuta la infantería para dar una carga a la bayoneta, tomar una posición, apoderarse de una batería o atrincheramiento y perseguir al enemigo que se retira. Su velocidad es de 120 pasos por minuto.
- De camino o de marcha. El que adoptan las tropas en las marchas y cuya velocidad se gradúa un poco mayor que el paso redoblado pero de su misma longitud.
- De costado o lateral. Paso usado en la infantería o en la caballería desmontada para cerrar un espacio muy corto para cuya operación no sea necesario que marche de flanco la tropa que ha de ejecutar el movimiento.
- De flanco. El que se ejecuta sobre cualquiera de los costados, marchando por hileras.
- De instrucción. Marcha lenta y marcada con que se acostumbra a los reclutas a un mismo movimiento; esto es, el que todos a la vez levanten el pie izquierdo, sentarlo en tierra a un mismo tiempo y así sucesivamente ya con un pie, ya con el otro hasta imponerles el mecanismo del paso.
- De maniobra o de evolución. El más usual es el redoblado pero también suele usarse el paso ligero cuando las circunstancias de la maniobra exigen más ligereza y prontitud.
- Diagonal. El que se ejecuta en la infantería, para lo cual cada soldado de por sí da una cuarta parte de giro sobre el costado o flanco que se prevenga, marchando después rectamente en la nueva dirección. Esta marcha sustituyó al paso oblicuo.
- Paso geométrico. Es el regular del hombre marchando naturalmente y debe contener cinco pies; cinco pasos hacen una toesa y por consiguiente, 1.000 pasos geométricos hacen una milla poco más o menos, cuya medida es necesario tener presente para calcular las distancias que en un tiempo dade puede andar un cuerpo de tropas.
- Lateral.
- Ligero. Marcha más viva que la redoblada; su longitud, de dos pies y la velocidad, de 160 por minuto.
- Paso métrico. El que se establece sobre una medida fija, constante y conocida por el cual puede calcularse el espacio de terreno que puede recorrer la tropa en un tiempo dado, para cuyo efecto se determina la longitud y velocidad del paso que ha de llevar aquella.
- Natural. El que aproximadamente mide la longitud de 75 cm.
- Oblicuo. El que se ejecutaba para marchar en una dirección diagonal pero sin alterar el frente. Lo poco natural de este paso, pues obligaba a volver hacia adentro la punta del pie del costado sobre que se ejecutaba la marcha, hizo que se suprimiese y le sustituyó la marcha diagonal.
- Redoblado. Paso reglamentario y el más usual en la infantería. Por real orden de 15 de mayo de 1857 se fijó su longitud en dos pies (60 cm.) y la velocidad de 120 pasos por minuto que antes tenía.
- Regular. El que antes estaba en uso para ciertos casos, como escoltas de procesiones, acompañamientos fúnebres y otros cuya longitud es de dos pies (60 cm.) y su velocidad de 76 pasos por minuto.